# 야크시니

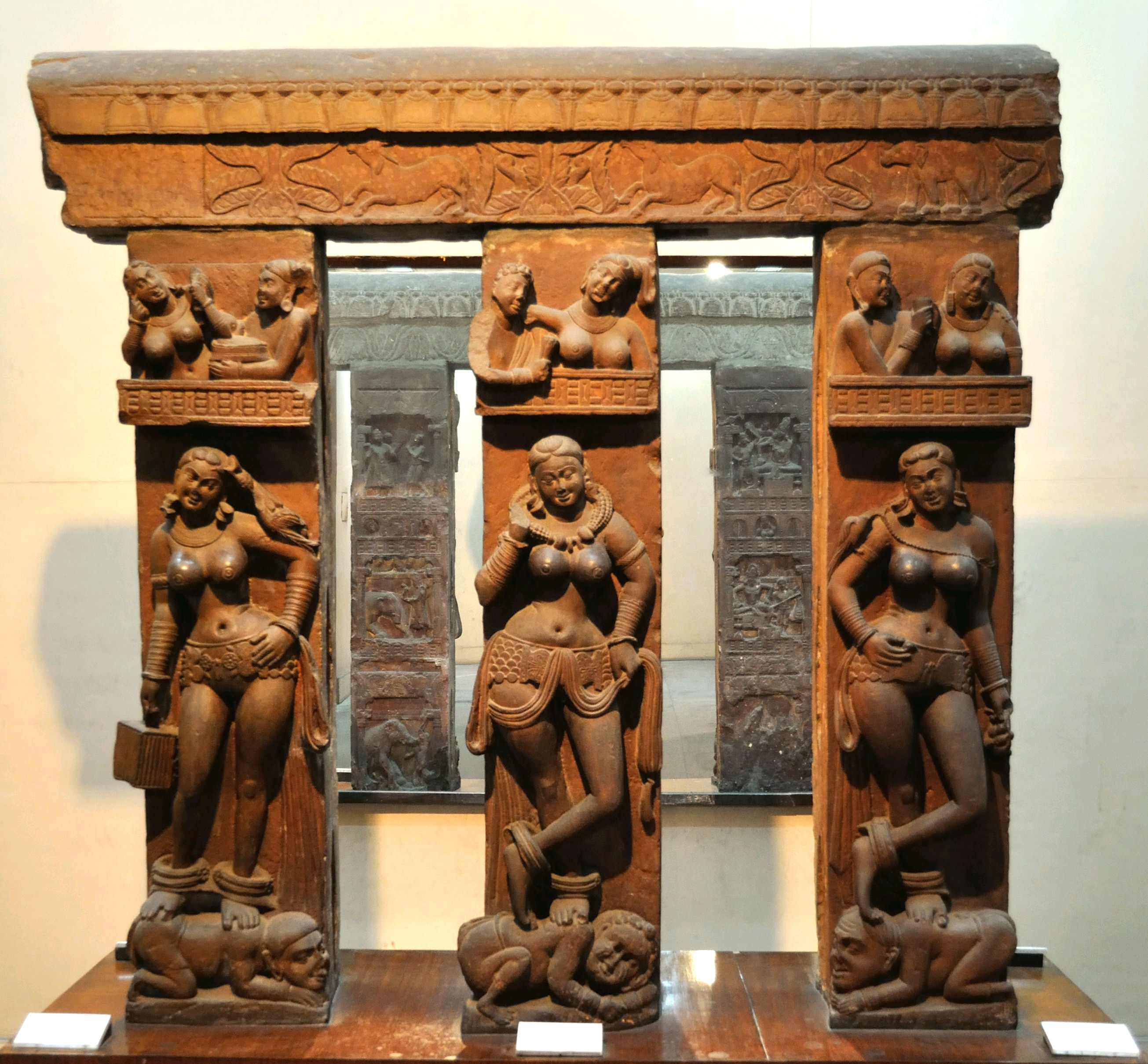
부테스바라 야크시, 마투라, 서기 2세기

야크시니 또는 야크시(산스크리트어: यक्षिणी)는 인도 신화에 나오는 여성 정령의 한 종류로, 데바와 아수라, 간다르바와 압사라와는 다르다. 야크시니와 이들의 남성 대응물인 야크샤는 수세기가 된 인도의 신성한 숲과 관련된 많은 초자연적인 존재들 중 하나이다. 야크시들은 또한 북동인도 부족들의 전통적인 전설, 케랄라의 고대 전설, 카슈미르 무슬림들의 설화에서 발견된다. 시크교도 또한 경전에서 약시들을 언급한다.
품행이 바르고 온화한 자들은 수호신으로 숭배되며, 신들의 재무자인 쿠베라의 수하들이자 히말라야의 알라카 왕국을 다스린 힌두교의 부귀신이기도 하다 인도의 전설에 따르면 인간을 괴롭히고 저주할 수 있는 폴터가이스트 같은 행동을 하는 악의적이고 짓궂은 야크시들도 있다.
아소카 나무는 야크시니들과 밀접한 연관이 있다. 나무 기슭의 어린 소녀는 인도 아대륙의 비옥함을 나타내는 고대의 모티브이다. 고대 불교와 힌두 사원에서 문지기로 자주 발견되는 인도 예술에서 반복되는 요소 중 하나는 몸통에 발을 올리고 두 손은 꽃이나 과일이 있는 양식화된 아소카나무 또는 덜 빈번하게는 다른 나무의 가지를 잡고 있는 야크시니이다.

## 같이 보기
- 압사라
- 페어리
- 님프
- 살라반지카
- 서큐버스
- 요기니